# Регальбуто, Джо
Джозеф Регальбуто (англ. Joseph Regalbuto; род. 24 августа 1949, Бруклин, Нью-Йорк) — американский актёр, наиболее известный по роли Фрэнка Фонтаны в ситкоме «Мерфи Браун», за которую в 1989 году он был номинирован на премию «Эмми» за лучшую мужскую роль второго плана в комедийном телесериале.

## Биография
Родился 24 августа 1949 года в Бруклине, штат Нью-Йорк, в семье итальянского происхождения. В 1967 году он окончил среднюю школу в Нью-Милфорде, штат Нью-Джерси.

## Карьера
Свою первую главную роль Регальбуто получил в ситкоме «Партнёры», где он сыграл адвоката Эллиота Стритера. В 1982 году он сыграл второстепенную роль в фильме «Пропавший без вести», а спустя некоторое время снялся в научно-фантастическом фильме «Меч и колдун», исполнив роль Дариуса.
Регальбуто снялся в роли Гарри Фишера в двух сезонах сериала «Тихая пристань». В 1984 году он появился в фильме «Приглашение в ад» режиссёра Уэса Крэйвена. В 1988 году он сыграл роль Джереми в телесериале «Золотые девочки».
С ноября 1988 года по май 1998 года Регальбуто снимался в ситкоме «Мерфи Браун», где исполнил роль Фрэнка Фонтаны. Он также несколько раз выступал в роли режиссёра сериалов и телевизионных передач.
В 2002 году он появился в последнем сезоне телесериала «Элли Макбил» в роли Харви Холла. В 2008 году он получил эпизодическую роль в фильме «Удар бутылкой».
В 2012 году он сыграл роль мистера Роджерса в сериале «Саутленд». В 2015 году он выступил в роли Стюарта Слоуна в 4-й серии 4 сезона сериала «Особо тяжкие преступления».
В 2018 году Регальбуто вернулся в сериал «Мерфи Браун» вместе со своими бывшими коллегами.

## Личная жизнь
Супругу Регальбуто зовут Розмари. Она является бывшим президентом организации «Meals on Wheels», располагавшейся в Санта-Монике, штат Калифорния. У пары есть трое детей.